# РЕФАЛ
РЕФАЛ (от руски: РЕкурсивных Функций АЛгоритмический) е функционален език за програмиране. Той е създаден през 1966 г. от Валентин Турчин в качеството си на метаезик за описване на семантиката на други езици. Относително лесен – използва се за моделиране на поведение в теоретичната физика, диалогови обучаващи системи и машинно доказване на теореми.